# Pedro García Burgalés
Pedro García Burgalés (también conocido como Pero Garcia Burgalês) fue un trovador nacido en Burgos, España. Frecuentó la corte de Alfonso X, rey de Castilla y probablemente también convivió con la corte de Alfonso III, en Portugal, donde habría mantenido relaciones con los trovadores Lourenço y Rui Queimado, considerado su rival, llegando a escribir una cantiga de escarnio para él: Roi Queimado morreu con amor.

## Obra
Vasta y variada, la obra de Pedro García Burgalés está compuesta por cincuenta y tres composiciones: treinta y cinco cantigas de amor, dos de amigo, trece cantigas de escarnio y maldecir, una sátira literaria, un partimen (tensón ficticia) y una tensón escrita en asociación con el juglar Lourenço, esta última de autoría dudosa. 
Su estilo se caracteriza por una tendencia hacia el exceso y la desmesura. No duda en colocar palabras brutales y obscenas, e incluso algunas más insólitas (neologismos, arcaísmos, provenzalismos). Utilizaba con habilidad la retórica y el uso de la ironía, innovando el género de la cantiga de amor dándole más vitalidad. No fue por azar que las cantigas de amor fueron su preferencia.